# Rawa Arum
Rawa Arum is een bestuurslaag in het regentschap Cilegon van de provincie Banten, Indonesië. Rawa Arum telt 14.436 inwoners (volkstelling 2010).